# Metro de Génova
El metro de Génova es un sistema de transporte ubicado en la zona urbana de Génova, costa italiana de Liguria. Dada su escasa frecuencia de paso, limitado horario de funcionamiento y reducida capacidad de transporte de personas, se considera del tipo metro ligero.

## Historia
Los primeros pasos para su construcción comenzaron a principios del siglo XX, hacia 1907, cuando se intentó solucionar el problema del transporte metropolitano, sin embargo el proyecto era caro, mal planteado y se desechó por inviable. En los años 1970 se creó a modo de sustitución una red de tranvías, que con el tiempo se vieron insuficientes para absorber la demanda de los más de 800.000 habitantes con los que contaba la ciudad en ese momento, cuando llegó a su máximo histórico.
Dada la necesidad de un sistema más rápido que los tranvías y que no interfiriera con el tráfico rodado, así como que permitiera salvar la complicada orografía de la ciudad, el planteamiento de construir un sistema de metro subterráneo volvió al escenario para mejorar la movilidad. Las obras de la línea 1 comenzaron hacia finales de 1981, con la idea de ser inaugurado para el Mundial de Fútbol de 1990. En ese momento se logró concluir los primeros 2,6 km de la red, que unían Certosa-Brin (extremo oeste) con la estación de Dinegro (la zona del puerto al oeste del centro histórico), sin estaciones intermedias. Este primer tramo aprovechó, en su mayor parte, el antiguo trazado del tranvía, que discurría bajo Certosa, construido hacia 1908.
Las siguientes ampliaciones se realizaron en 1992 (con motivo de la celebración Colombina por el V Centenario del Descubrimiento de América), hasta la estación de Príncipe (junto a la estación de ferrocarril junto al puerto), en 2003, en que se abren las estaciones de Darsena y de San Giorgio (ambas situadas por el recorrido que bordea el puerto), en 2005, con la ampliación hasta De Ferrari (una de las plazas más céntricas de la ciudad, junto a edificios de gobierno y el teatro), en 2006 se abre la estación intermedia entre San Giorgio y De Ferrari llamada Sarzano-Sant’Agostino, y finalmente, la última ampliación fue inaugurada en diciembre de 2012 con la estación de Brignole, junto a la principal estación de ferrocarril.

## Estaciones
- Brin
- Dinegro
- Príncipe
- Darsena
- San Giorgio
- Sarzano/Sant'Agostino
- De Ferrari
- Brignole

## Ascensores
En la zona alta de Génova existen varios ascensores que salvan el desnivel de pronunciada pendiente entre el centro de la ciudad y los barrios más altos, estos están explotados por la compañía municipal de transportes y son los siguientes:
- El ascensor de Montegalletto: se encuentra próximo a la plaza del príncipe. Une vía Balbo con corso Dogali. Sube 70 metros de altura en un recorrido de 270.
- Ascensor Portello - Castelletto: En la terraza Belvedere L. Montaldo se aprecia una gran vista de la ciudad.